# Галл-Рок
Галл-Рок (англ. Gull Rock National Park, рус. Национальный парк «Скала чаек») — национальный парк в штате Западная Австралия (Австралия).

## Описание
Парк, образованный в 2006 году, расположен точно на 35-й параллели на берегу океана: с юга он омывается заливом Короля Георга, с запада (через ботанический заповедник горы Мартин) — Устричной бухтой. К северу от парка находятся фермерские земли, городок Калган и устье реки Калган. Его площадь составляет 25,93 км², он расположен чуть к востоку от города Албани. Несмотря на скромный размер, в парке существуют несколько независимых экосистем (казуариновые леса, пляж, междюнные болота), на его территории находятся две горы (Тейлор и Мартин) и озеро.
Название парку было дано в честь маленького острова, лежащего в 600 метрах от берега, но не являющегося частью парка.
В парке обитают редкие птицы видов крикливая кустарниковая птица, Dasyornis longirostris, Psophodes nigrogularis. Из млекопитающих здесь можно встретить редкого поссума подвида Pseudocheirus peregrinus occidentalis.
В парке в изобилии произрастают растения Melaleuca glauca, банксия ярко-красная, банксия вертикальная, Banksia attenuata, Adenanthos × cunninghamii, Hakea elliptica, Allocasuarina trichodon, Melaleuca striata, Adenanthos cuneatus, Hypocalymma strictum, Isopogon cuneatus, Melaleuca thymoides, Petrophile rigida, несколько видов Corybas, Anarthria, стилидиумов и агонисов.

## Галерея

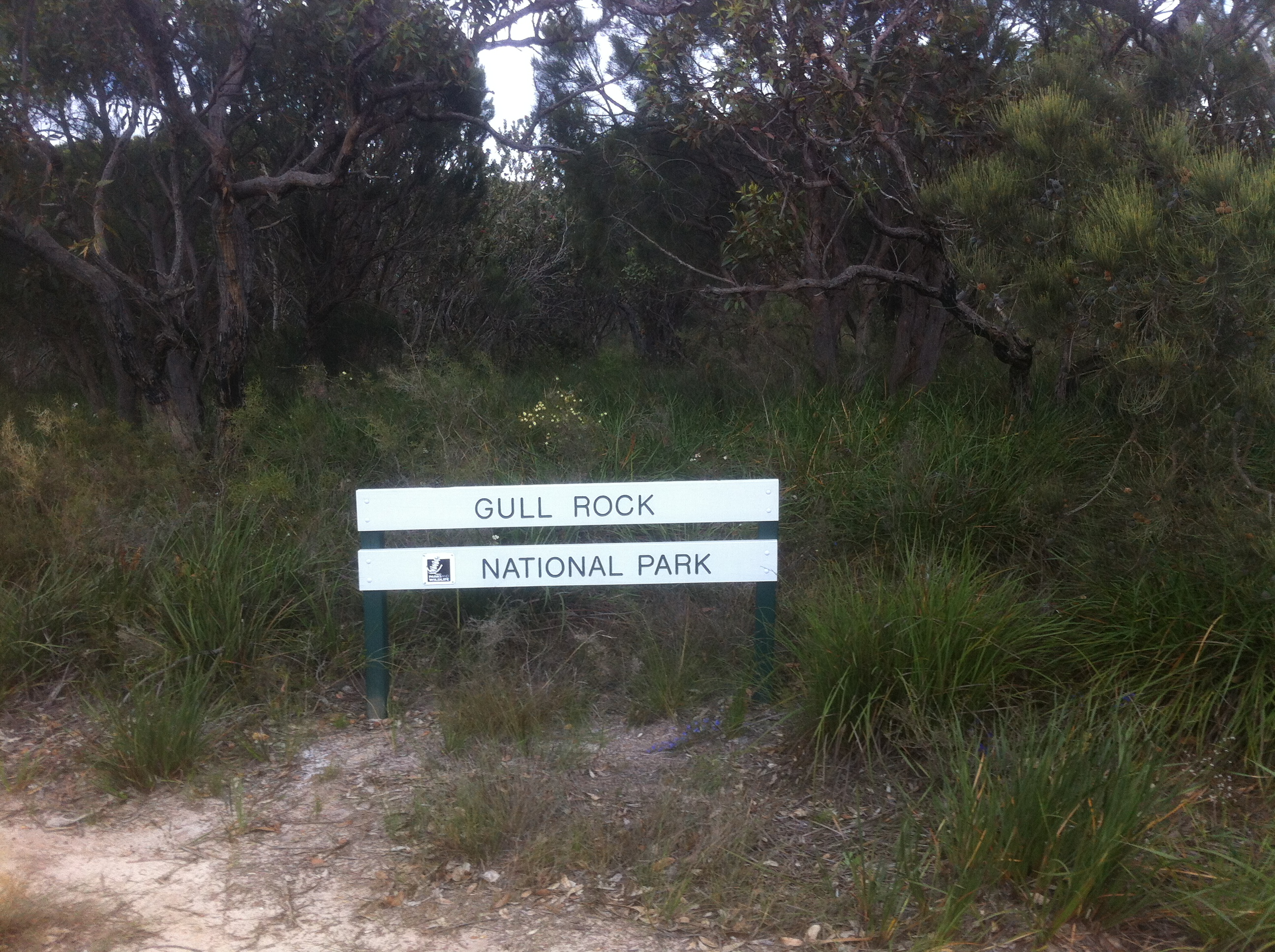
Вход в парк
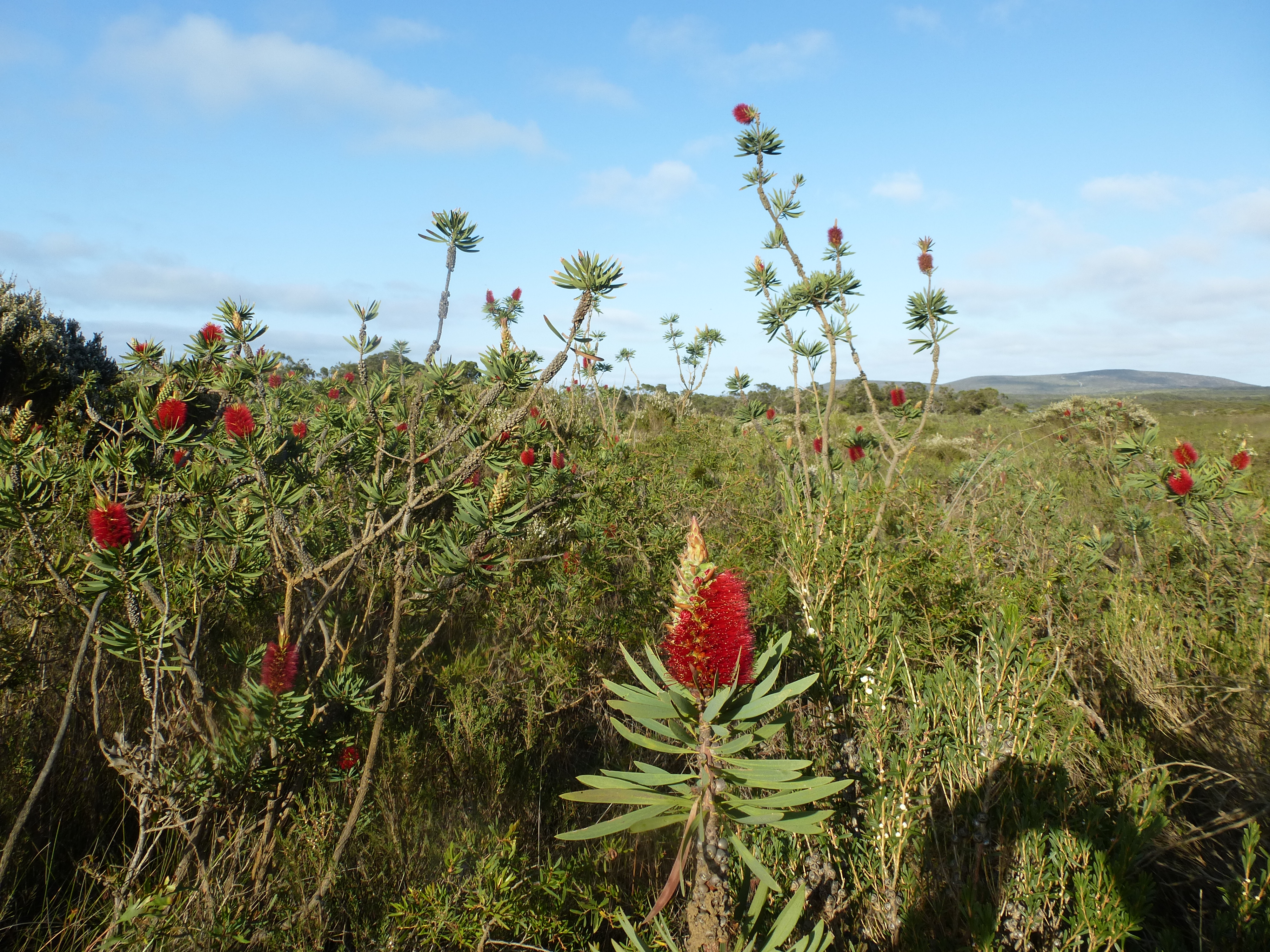
В парке в изобилии произрастает Melaleuca glauca[англ.]…
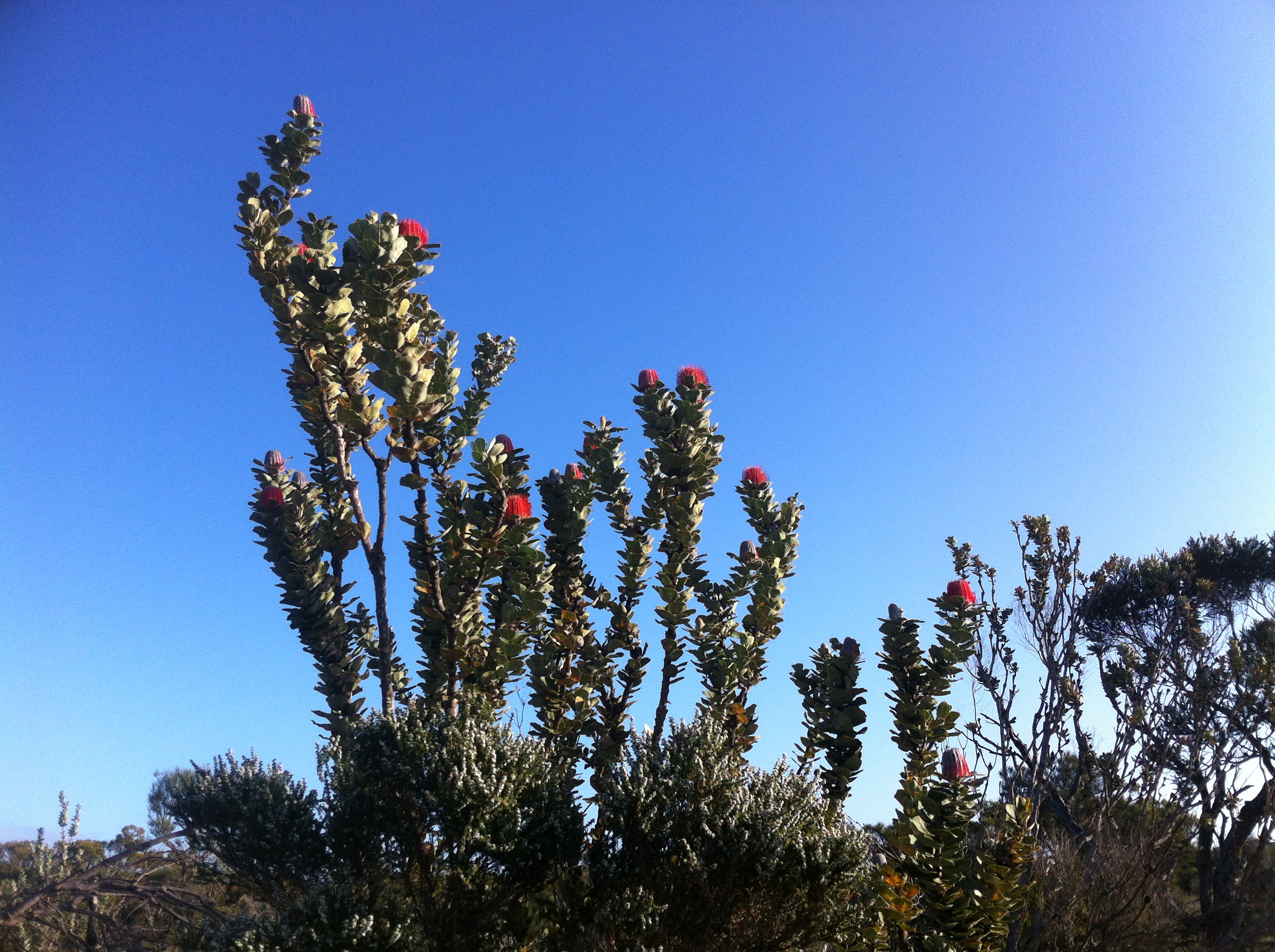
…и банксия ярко-красная